# Nærmest Perfekt
Nærmest Perfekt er den danske rapper AndyOp's debutalbum og er udgivet i 2008
Trackliste:
1. Begynderheld
2. Luftkasteller
3. Anklaget Feat. Claude
4. Opsang
5. Pigen der Mangler Feat. Annika Aakjær
6. Forventninger Feat. Strøm & Kasper Spez
7. De Gudsforladte
8. Undskyld
9. Desertøren Feat. Zaki
10. Hvem Er Du (Huh) Feat. Vakili
11. Ét Liv Feat. Rasmus Sejersen
12. Lossepladsen